# Playstation Analog Joystick
PlayStation Analog Joystick (SCPH-1110) är en spelkontroll som är avsedd att användas tillsammans med en Playstation. Tillbehöret kallas ibland felaktigt för Sony Flightstick. Kontrollen består av en platta med två joysticks och de sedvanliga Playstation-knapparna placerade däremellan.

## Historik
Kontrollen annonserades i april 1995 och blev tillgänglig i Japan i början av april 1996.

## Spel som stödjer kontrollen
- Ace Combat 2[4]
- Armored Trooper Votoms (Japan)[4]
- Atari Collection 2 (Paperboy, Roadblasters, Marble Madness)[4]
- Bogey Dead 6, släpptes samtidigt som spelkontrollen [5]
- Car & Driver Grand Tour Racing '98[4]
- Colony Wars (serien)[4]
- Cyberia[4]
- Descent och Descent 2 (Descent Maximum på Playstation)[4]
- Elemental Gearbolt[4]
- EOS: Edge of Skyhigh (Japan)[4]
- Formula 1 Championship Edition[4]
- Mechwarrior 2 (Arcade Combat Edition)[4]
- Namco Museum Vol. 4 (Endast Assault)[4]
- Newman / Haas Racing[4]
- Project Gaiairy (Japan)[4]
- Rise 2: Resurrection[4]
- Shadow Master[4]
- Slamscape[4]
- Steel Reign[4]
- The Need for Speed[4]
- Top Gun: Fire at Will [6]
- Vigilante 8
- Wing Commander IV[4]